# بمباران گنجه
بمباران گنجه یا حملهٔ موشکی به گنجه — شهر گنجه‌ی جمهوری آذربایجان در روزهای مختلف ماه اکتبر سال ۲۰۲۰ از سوی نیروهای مسلح ارمنستان چهار بار هدف حمله‌های موشکی قرار گرفت. بمباران در اثنای جنگ قره باغ در سال ۲۰۲۰ صورت گرفت. نخستین حملهٔ موشکی در تاریخ ۴ اکتبر صورت گرفت که طی آن یک فرد غیرنظامی کشته شده و بیش از ۳۰ تن زخمی گردید. این حمله نخستین حملهٔ جدی بود که در خارج از منطقهٔ جنگی در قره باغ کوهستانی صورت می‌گرفت. حملهٔ موشکی دوم در تاریخ ۸ اکتبر صورت گرفت. این حمله کشته و مجروحی در پی نداشت. حملهٔ موشکی سوم در تاریخ ۱۱ اکتبر رخ داد و در نتیجهٔ آن ۱۰ نفر غیرنظامی کشته و بیش از ۴۰ تن زخمی شدند. این حمله یک روز پس از امضای توافق آتش‌بس صورت گرفته و در نتیجه موجب نقض آتش‌بس گردید. چهارمین حملهٔ موشکی، که طی آن غیر نظامیان هدف حمله قرار گرفتند، در ۱۷ اکتبر رخ داد. در نتیجهٔ این حمله ۱۴ تن کشته و ۵۵ نفر زخمی شدند. در اثر این حملات، علاوه بر ساختمان‌های مسکونی، خسارات زیادی به زیرساخت‌های شهری و اتومبیل‌ها وارد گردید.

## زمینه
مقالهٔ اصلی: جنگ‌های قره‌باغ (۲۰۲۰)
در تاریخ ۹ اکتبر ۲۰۲۰ (۱۸ مهر ۱۳۹۹) مذاکرات سه جانبه ای با حضور وزرای خارجهٔ روسیه و ارمنستان در مسکو برگزار گردید. در این مذاکره سرگئی لاوروف، جیحون بایراموف و ظهراب مناتساکانیان شرکت نمودند. گفتگوها در محل «کاخ بازدیدها» ی وزارت امور خارجهٔ روسیه برگزار گردید. سرگئی لاوروف، وزیر امور خارجهٔ روسیه، بر اساس نتایج مذاکرات بیانیه‌ای صادر گردید.
در این بیانیه قید آمده‌است: «در پاسخ به درخواست ولادیمیر پوتین رئیس‌جمهوری روسیه و توافق به عمل آمده میان ولادیمیر پوتین، رئیس‌جمهوری روسیه، رئیس‌جمهوری آذربایجان الهام علی اف و نخست‌وزیر ارمنستان، نیکول پاشینیان، طرفین در خصوص برداشتن گام‌های زیر به توافق رسیدند:
1. به منظور تبادل اسرای جنگی و دیگر بازداشت شدگان و اجساد کشته شدگان، آتش‌بس انسان دوستانه ای با وساطت و مطابق معیارهای صلیب سرخ بین‌المللی، از ساعت ۱۲:۰۰ مورخه ۱۰ اکتبر ۲۰۲۰ (۱۹ مهر ۱۳۹۹) اعلام می‌گردد؛
2. پارامترهای دقیق آتش‌بس باید جداگانه مورد توافق قرار گیرد؛
3. جمهوری آذربایجان و جمهوری ارمنستان هر چه زودتر گفتگوهای سازنده را برای حل و فصل مناقشه بر اساس اصول اساسی با واسطه گری رؤسای مشترک گروه مینسک سازمان امنیت و همکاری اروپا شروع می‌نمایند؛
4. طرفین تغییرناپذیر بودن فرم گفتگوها را مورد تأیید قرار می‌دهند.

## شلیک
به دنبال این توافق، نیروهای مسلح ارمنستان با نادیده گرفتن اصول و نورم‌های حقوق بین‌الملل، از جمله الزامات پروتکلهای الحاقی به کنوانسیون ژنو مصوب ۱۹۴۹، و با نقض آتش‌بس انساندوستانهٔ اعلامی رأس ساعت ۱۲:۰۰ مورخه ۱۰ اکتبر ۲۰۲۰ (۱۹ مهر ۱۳۹۹) حوالی ساعت ۰۲:۰۰ بامداد، عمداً شهروندان عادی جمهوری آذربایجان را زیر آتش موشک گرفت. بر اساس اعلامیه ای که رأس ساعت ۰۷:۰۰ از سوی دادستانی کل منتشر گردید، نیروهای مسلح دشمن حوالی ساعت ۰۲ بامداد مورخه ۱۱/۱۰/۲۰۲۰ (۲۰ مهر ماه ۱۳۹۹) اقدام به شلیک موشک به مجتمع مسکونی واقع مرکز شهر گنجه، دومین شهر بزرگ آذربایجان، نمودند در حالی که این شهر با فاصلهٔ زیادی از جبهه‌های جنگ قرار گرفته و، در پی آن، تعداد ۵ نفر از هموطنانمان کشته شده و ۲۸ نفر زخمی گردیده، خسارات بسیار زیادی به بسیاری از زیرساخت‌های شهر وارد گردیده‌است. در این بیانیه اعلام گردیده‌است که ارمنستان با استفاده از سیستم موشک نقطه U منطقهٔ مسکونی محل زندگی انبوه مردم بی دفاع را آماج حمله قرار داده‌است.

## حمله‌ها

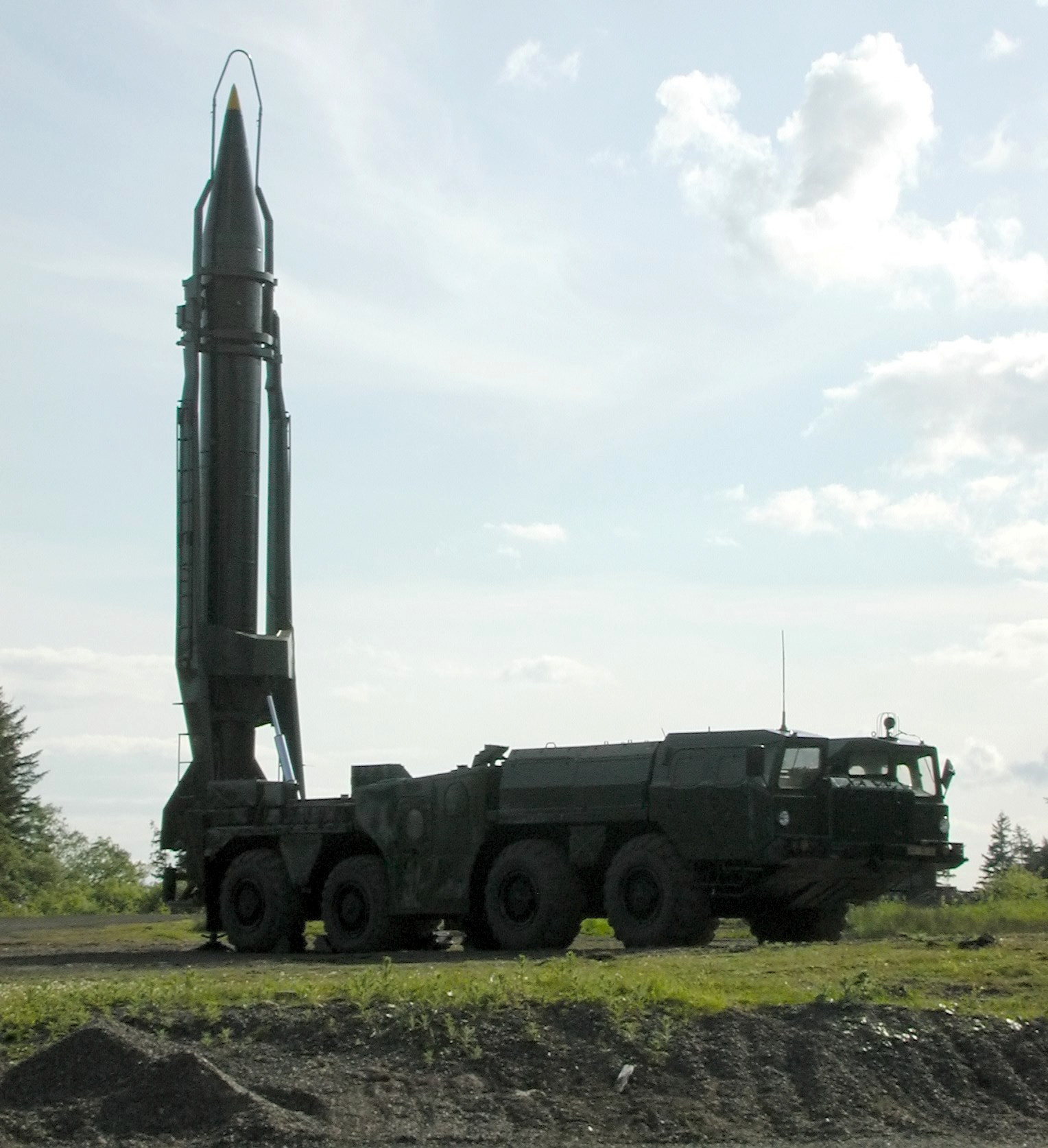
سامانه در حال بمباران گنجه یا حملهٔ موشکی به گنجه

### حملهٔ اول
شهر گنجه برای نخستین بار در تاریخ ۴ اکتبر (۱۳ مهر) با سیستم موشکی OTR-21 TOÇKA مورد حمله قرار گرفت. طرف آذربایجانی ارمنستان را مسؤول حمله شناخت ولی ارمنستان از پذیرش مسؤولیت حمله سرباز زد. مسؤولین حکومت خودگردان قراباغ مسؤولیت این حمله را بر عهده گرفتند. آنها اعلام کردند که آنچه هدف حمله قرار گرفته نواحی غیرنظامی شهر نبوده بلکه فرودگاه بین‌المللی گنجه بوده‌است. طرف آذربایجانی اعلام کرده‌است که در شهر گنجه در کل هیچ مرکز نظامی وجود ندارد. روزنامه‌نگار روس و مدیر فرودگاه بین‌المللی گنجه، که به علت شیوع همه‌گیری بیماری کووید ۱۹ از ماه مارس تعطیل گردیده‌است، این ادعای ارامنه را تکذیب نمودند. در نتیجهٔ این حمله یک نفر کشته و ۳۰ نفر زخمی شدند.

### حملهٔ دوم
شهر گنجه هدف حملهٔ دوم نیز قرار گرفت. هر چند که در پی این حمله به کسی آسیبی نرسید ولی آسیب زیادی به خانه‌ها و وسایل نقلیه وارد گردید.

### حملهٔ سوم
پس از حصول توافق آتش‌بس در تاریخ ۱۰ اکتبر ۲۰۲۰ (۱۹ مهر ۱۳۹۹)، وزارت دفاع جمهوری آذربایجان اعلام کرد که نیروهای مسلح ارمنستان شهر گنجه را با استفاده از سیستم موشک بالستیک اسکاد مستقر در بخش برد ارمنستان هدف حمله قرار داده‌اند. راکت به ساختمان‌های مسکونی اصابت نموده و آنها را کاملاً از بین برده‌است. ظرف مدت کوتاهی، گروه‌های جستجو و نجات به محل حادثه رسیدند. در اثر حمله زیرساخت‌های شهری آسیب جدی دیده بودند. در کل، ۳۱ واحد مسکونی کاملاً از بین رفته، و به واحدهای مسکونی، واحدهای تجاری و اتومبیل‌های پارک شده در آن حوالی آسیب زیادی وارد شده بود. در اثر این حمله در کل ۹۵ واحد مسکونی، که محل زندگی ۲۰۵ انسان بوده، آسیب دید. ارمنستان از پذیرش مسؤولیت این حمله سرباز زد. در نتیجهٔ این حمله ۱۰ نفر کشته و تعداد ۴۰ تن زخمی شده بودند. در میان قربانیان این حمله زنان و کودکان نیز وجود داشتند.

### حملهٔ چهارم
مطابق اعلام مراجع رسمی جمهوری آذربایجان، نیروهای مسلح ارمنستان در تاریخ ۱۷ اکتبر (۲۶ مهر) حملهٔ چهارم حوالی ساعت ۰۱:۰۰ شهر گنجه را با استفاده از موشک بالستیک اسکاد مورد حمله قرار دادند. روزنامه نگاران اعلام کردند که صدای سه انفجار بزرگ را در شهر شنیده‌اند.] بر اساس اعلام خبرنگار آژانس خبری ریانووستی، موشک بالستیک به مناطق مسکونی مملو از انسان اصابت کرده‌است. در اثر اصابت موشک تعداد زیادی واحد مسکونی و واحدهای غیرنظامی آسیب دیده بودند. نخستین راکت جمعاً به فاصلهٔ ۲ کیلومتر از محل ساختمان‌های شهری اصابت کرده بود. راکت دوم به منطقهٔ کَپَز واقع در غرب شهر اصابت کرده بود. بنا بر اظهار خبرنگار کانال تلویزیونی «دوژ»، در نزدیکی محل اصابت موشک‌ها هیچ گونه هدف نظامی وجود نداشته‌است. مطابق اعلام مسؤولین محلی، در اثر اصابت موشک ۲۰ خانه ویران شده، شمار زیادی از مردم غیرنظامی زیر آوار مانده بودند و شروع به خارج شدن از زیر آوار نموده‌اند. ارمنستان منکر انجام این حمله گردید. در نتیجهٔ این حمله ۱۴ تن جان خود را از دست داده، ۵۵ نفر زخمی گردیدند.

## پاسخ آذربایجان
در تاریخ ۱۴ اکتبر (۲۳ مهر) آذربایجان اعلام نمود نیروهای مسلح جمهوری آذربایجان در پاسخ به حملهٔ سوم مجتمع موشکی 3 R – ۱۷ مستقر در منطقهٔ کَلبَجَر را از بین برده‌اند. ادعا شده‌است که این سیستم موشکی شهرهای گنجه و مینگه چویر را مورد هدف قرار داده بود. هر چند که ارمنستان هدف قرار گرفتن اراضی واقع در داخل محدودهٔ خود را پذیرفت ولی منکر این شد که این حمله را خودش انجام داده‌است.
۳ روز پس از این حادثه الهام علی‌اف اعلام نمود در پاسخ به حملهٔ چهارم مرکز شهرستان فضولی و تعدادی از روستاهای تابعهٔ این شهرستان را آزاد نموده‌است.

## واکنش‌ها
دولت آذربایجان این حمله‌ها را شدیداً محکوم نموده و حمله سوم به عنوان قتل‌عام علیه مردم آذربایجان توصیف گردیده بود. رئیس‌جمهوری آذربایجان، الهام علی اف، حملهٔ سوم را به عنوان جنایت جنگی نامیده، این اقدام را به مثابهٔ نقض آتش‌بس تلقی ارزیابی کرده و وعده داده بود که پاسخ متناسبی به آن خواهد داد. او حملهٔ چهارم را نیز جنایت جنگی نامیده و قول داده بود که پاسخ متناسبی خواهد داد. علی اف اعلام کرده بود در صورتی که جامعهٔ جهانی به این حادثه واکنش متناسبی نشان ندهد، آذربایجان خود ارمنستان را مجازات خواهد کرد. صبینه علی‌اوا، آمبودزمان (دادآور) آذربایجان، ارمنستان را متهم به پشتیبانی از تروریسم نمود.
حکمت حاجی‌اف، دستیار رئیس‌جمهوری، عکس قربانیان حملهٔ ارمنستان را در صفحه توئیتر خود منتشر نمود. حکمت حاجی اف هم چنین اضافه نمود که ارمنستان سیاست تروریسم دولتی را ادامه می‌دهد:
«عدم مجازات ارمنستان، این کشور را به جنگ و ارتکاب جنایت جنگی تشویق می‌کند. ارمنستان با سوءاستفاده از آتش‌بس مناطق مسکونی مملو از جمعیت را هدف قرار داد.»
بیانیهٔ وزارت امور خارجهٔ آذربایجان «علی‌رغم این که در دیداری که به ابتکار فدراسیون روسیه در مسکو برگزار و طی آن وزرای خارجهٔ جمهوری آذربایجان و جمهوری ارمنستان توافق نموده بودند از ساعت ۱۲:۰۰ مورخه ۱۰ اکتبر ۲۰۲۰ (۱۹ مهر ۱۳۹۹) آتش‌بس بشردوستانه نمایند، نیروهای مسلح ارمنستان به نقص آشکار این آتش‌بس ادامه می‌دهند.
نیروهای مسلح ارمنستان، بلافاصله پس از شروع آتش‌بس بشردوستانه، با استفاده از توپ و خمپاره شهرهای آغدام و ترتر را در خاک جمهوری آذربایجان هدف آتش قرار داد. چند ساعت پس از شروع آتش‌بس، نیروهای مسلح ارمنستان در جبهه‌های هادرود و جبرائیل اقدام به حمله نمودند.
نیروهای مسلح ارمنستان به امدادگرانی که مشغول جمع‌آوری اجساد در منطقهٔ سوقووشان بودند، علی‌رغم این که آنها مشخصاً لباس سفید به تن داشته و حاوی علایم آشکار امدادگری بودند، شلیک کرده و در نتیجهٔ آتشباری آنها یک امدادگر جراحت شدید برداشته است.
در ساعات اولیهٔ بامداد ۱۱ اکتبر (۲۰ مهر) گنجه، دومین شهر بزرگ آذربایجان، با آن که فاصلهٔ زیادی از میدان جنگ دارد، هدف شلیک موشک قرار گرفته‌است. در نتیجهٔ این حمله تعداد ۷ نفر غیرنظامی کشته و بیش از ۳۴ نفر غیرنظامی از جمله زنان و کودکان زخمی شده‌اند.
هدف قرار دادن افراد غیرنظامی پس از حصول توافق آتش‌بس بشردوستانه نمونهٔ بارز بربریت است و اثبات می‌کند که دعوت به آتش‌بس از سوی ارمنستان چیزی جز یک حیله نبوده‌است.
ارمنستان، در راستای اهداف تجاوزکارانهٔ خود علیه آذربایجان، با هدف قرار دادن عمدی مردم بی دفاع، خانه‌ها، مناطق غیرنظامی و امدادگران آشکارا نشان از بی‌توجهی این کشور به حقوق بنیادین، از جمله حقوق بشر بین‌المللی و کنوانسیون ژنو، دارد و یک بار دیگر نشان داد که تعهدات خود را زیر پا نهاده و تا چه اندازه از ابتدایی‌ترین اصول انسانی به دور است.
این اقدام ارمنستان را قویاً محکوم کرده و از جامعهٔ بین‌المللی درخواست می‌نماییم گام‌های لازم را جهت الزام ارمنستان اشغالگر به رعایت حقوق بین‌الملل و اجرای تعهدات خود مجبور نمایند.
مسؤولیت وضعیت پیش آمده در منطقه بر عهدهٔ رهبران سیاسی و نظامی ارمنستان خواهد بود.»

## در عرصهٔ بین‌الملل
حمله‌های سوم و چهارم در سطح بین‌المللی از سوی ترکیه محکوم گردید و حملهٔ آخر به عنوان جنایت جنگی عنوان گردید. سفارت‌های قطر، سوئیس مالزی بریتانیا مراتب اظهار تأسف خود را بابت حملهٔ سوم اعلام و به بازماندگان این حادثه تسلیت گفتند. سفارت جمهوری اسلامی ایران در باکو این حمله را به شدت محکوم و آن را خلاف موازین حقوقی و هنجارهای شناخته شده بین‌المللی و در زمره جنایات جنگی است که هر چه سریعتر باید متوقف شود. اتحادیهٔ اروپایی حملهٔ چهارم را تقبیح نموده و آنتونیو گوترش، دبیرکل سازمان ملل، این امر را غیرقابل قبول نامید. در تاریخ ۱۶ اکتبر (۲۵ مهر) آذربایجانی‌های مقیم بریتانیای کبیر، ترک‌ها و آذربایجانی‌های ایران در جلوی مرکز عفو بین‌الملل در لندن تجمع کرده و اعتراض خود را به حملات ارمنستان به غیر نظامیان در گنجه، مینگه چویر، تَرتَر و دیگر نقاط اعلام نمودند. روز بعد راه‌پیمایی اعتراضی در شهر شیکاگوی ایالات متحدهٔ آمریکا برگزار گردید.
در روزهای بعد آذربایجانی‌های مقیم لندن با اجتماع جلوی ساختمان سفارت آذربایجان، ضمن گردهمایی یاد و خاطرهٔ کشته شدگان را گرامی داشته و آذربایجانی‌های مقیم گرجستان جلوی ساختمان پارلمان در تفلیس راه‌پیمایی نمودند. در همان روز آذربایجانی‌های مقیم روسیه جلوی در ورودی ساختمان سفارت آذربایجان در مسکو یاد و خاطرهٔ کشته شدگان ۱۷ اکتبر را گرامی داشتند.